# Урош Ђурђевић
Урош Ђурђевић (Београд, 2. март 1994) црногорски је фудбалски репрезентативац. Игра на позицији нападача.

## Каријера
Ђурђевић је фудбал почео да тренира у родном Обреновцу, у ФК Обреновац 1905. Касније је прешао у млађе категорије Црвене звезде а затим је био и у ОФК Београду и Раду, у којем је и започео професионалну каријеру.

### Рад
За Рад је дебитовао 28. августа 2011. године против Слободе из Ужица. Ђурђевић је одиграо седам утакмица у сезони 2011/12. и није постигао гол. Свој први гол у професионалној каријери је постигао против Хајдука само пет минута након што је ушао у игру за победу Рада 1:0. Дана 1. децембра Ђурђевић је постигао изједначујући гол у 88. минуту против Радничког из Ниша на Чаиру. У наредном колу је поново постигао гол у самој завршници утакмице, против Радничког у Крагујевцу и поставио коначних 1:1. Ђурђевић је и у трећој утакмици заредом постигао гол у ремију (1:1) против Црвене звезде. На 25 утакмица у свим такмичењима Ђурђевић је постигао девет голова и уписао једну асистенцију. Током првог дела сезоне 2013/14. је постигао два гола на 11 утакмица у Суперлиги. Та два поготка постигао је на утакмици против Јавора у Ивањици у победи Рада 1:2.

### Витесе
У јануару 2014. Ђурђевић је потписао четворогодишњи уговор са холандским Витесеом. Дебитовао је за Витесе 7. фебруара 2014. на утакмици против АДО Ден Хага у Ередивизији. У јулу 2014. Ђурђевић је постигао гол у пријатељском мечу против Челсија. Дана 1. фебруара 2015. Ђурђевић је постигао гол против Ајакса у 85. минуту за победу Витесеа 1:0. Ђурђевић је током две и по године у Витесеу имао углавном статус резервисте и улазио је у игру у завршници мечева. Наступио је на укупно 27 такмичарских утакмица и постигао један гол. Споразумно је раскинуо уговор са Витесеом 14. августа 2015. године.

### Палермо
Дана 18. августа 2015. године је потписао уговор са италијанским прволигашем Палермом. На свом дебију у Серији А, Ђурђевић је постигао гол против Карпија, а утакмица је завршена резултатом 2:2. У следећем колу је почео утакмицу у стартној постави против Милана на Сан Сиру, али је изашао из игре у 56. минуту због повреде након чега је пропустио наредних десет утакмица. Дана 7. фебруара 2016. Ђурђевић постиже свој други гол у сезони, против Сасуола, а утакмица се завршила резултатом 2:2. Ђурђевић је одиграо 14 утакмица у Серији А и постигао два гола.

### Партизан
Ђурђевић се 22. августа 2016. вратио у српски фудбал и потписао трогодишњи уговор са београдским Партизаном. Пет дана касније је дебитовао за Партизан у Суперлиги Србије у победи против свог бившег клуба, против Рада. Дана 21. септембра Ђурђевић је постигао два гола у шеснаестини финала Купа Србије, у победи Партизана од 3:1 над Напретком из Крушевца. Свој први гол за Партизан у Суперлиги је постигао 2. октобра против лучанске Младости. Дана 29. октобра постигао је два гола и уписао асистенцију на гостовању Раднику у Сурдулици у победи Партизана од 1:3. Дана 11. децембра је постигао хет-трик у победи од 1:3 против Чукаричког, а први гол на утакмици је постигао после 10 секунди и то је најбржи гол у историји Суперлиге. У пролећном делу сезоне је постигао 17 голова на 19 утакмица у свим такмичењима. Партизан је у сезони 2016/17. освојио дуплу круну а Ђурђевић је био најбољи клупски стрелац са 28 голова (24 у Суперлиги и 4 у купу). Са саиграчем Леонардом је поделио прво место на листи стрелаца Суперлиге Србије. Уврштен је и у најбољи тим Суперлиге и такође проглашен за најбољег играча лиге.
Ђурђевић је на првој утакмици у сезони 2017/18. постигао гол против подгоричке Будућности у другом колу квалификација за Лигу шампиона, у победи Партизана од 2:0. Ђурђевић је такође постигао гол у првој утакмици у Суперлиги у новој сезони, против Мачве у победи црно-белих од 6:1. Он је такође на том мечу забележио и две асистенције. У реванш мечу трећег кола квалификација за Лигу шампиона, Ђурђевић је постигао гол против Олимпијакоса. Дана 24. августа 2017. године, Ђурђевић је са два постигнута гола и асистенцијом на гостовању против Видеотона (4:0 победа Партизана) био један од најзаслужнијих за пласман Партизана у Лигу Европе.

### Олимпијакос
Дана 29. августа 2017. Ђурђевић је потписао четворогодишњи уговор са грчким Олимпијакосом. Први гол за нови клуб постигао је 16. септембра 2017. године из једанаестерца за изједначење против Астерас Триполија, у утакмици која је окончана резултатом 1:1. До краја сезоне Ђурђевић је уписао 30 наступа за клуб, у свим такмичењима и постигао је укупно 7 голова.

### Спортинг Хихон
У августу 2018. Ђурђевић је комплетирао прелазак у шпанског друголигаша Спортинг Хихон. Овим преласком, чија вредност прелази два милиона евра, Ђурђевић је постао најскупље појачање у историји клуба.
Ђурђевић је шест година провео у Спортингу након чега је прешао у мексички Атлас.

## Репрезентација
Учествовао на Европском првенству до 19 година 2013. где је репрезентација Србије освојила титулу првака. На турниру је постигао један гол (у полуфиналној утакмици са Португалом).
Са девет постигнутих голова, Ђурђевић је био најбољи стрелац младе репрезентације Србије у квалификацијама за Европско првенство 2017. у Пољској. Ђурђевић је за младу репрезентацију Србије одиграо 30 утакмица и постигао 16 голова.
Први позив за сениорску репрезентацију Србије је добио у марту 2017. године. Селектор Славољуб Муслин га је уврстио на списак играча за утакмицу против Грузије у квалификацијама за Светско првенство 2018. у Русији. Србија је 24. марта 2017. славила на гостовању Грузији у Тбилисију резултатом 1:3 а Ђурђевић није улазио у игру већ је меч посматрао са клупе за резервне играче.
Након што није добијао позив за репрезентацију Србије, Ђурђевић је у марту 2021. прихватио да наступа за репрезентацију Црне Горе. Дебитовао је за Црну Гору 24. марта 2021. у победи 1:2 на гостовању Летонији у квалификацијама за Светско првенство 2022. у Катару.

## Трофеји
Партизан
- Суперлига Србије (1) : 2016/17.
- Куп Србије (1) : 2016/17.

Србија до 19
- Европско првенство до 19 година (1) :  2013.